# Sinovel
Sinovel Wind Group Company (chinesisch 中文：华锐风电) (kurz: Sinovel) mit Sitz in Peking ist mit Goldwind, Guodian, Ming Yang, Envision und CSIC einer der größten chinesischen Hersteller von Windkraftanlagen. Das Unternehmen gehört zu 50 % der chinesischen Regierung, die einen Bankkredit von 6,5 Milliarden US-Dollar bereitstellte. Die Aktien sind seit 13. Januar 2011 als A-Share an der Wertpapierbörse in Shanghai notiert (Stock Code： 601558).

## Geschichte
Im Juli 2010 ging der erste chinesische Offshore-Windpark Donghai Bridge in Nähe der Brücke Donghai Daqiao in Betrieb. Dieser Windpark besteht aus 34 Turbinen von Sinovel mit einer Leistung von jeweils 3 MW, hat eine Gesamtleistung von 102 MW und kann 200.000 Haushalte mit elektrischem Strom versorgen. 
Im Dezember 2010 wurde für die öffentliche Wasserversorgung in Massachusetts eine 1,5-MW-Turbine in Auftrag gegeben. Der Preis für die Turbine beträgt 50 % der Kosten des Gesamtprojektes in Höhe von 4,7 Millionen US-Dollar, bei dem eine Abwasserpumpe mit elektrischer Energie aus Windkraft betrieben werden soll.
Sinovel verkündete im Jahre 2010 als Unternehmensziel, bis 2015 der größte Windkraftanlagenhersteller der Welt zu werden, wobei 50 % des Umsatzes im Ausland erzielt werden soll. Bis Ende 2011 hatte das Unternehmen Windkraftanlagen mit einer Leistung von rund 13 GW weltweit installiert und zählte noch zu den größten Herstellern der Welt. 2013 bis 2015 war das Unternehmen jedoch nicht mehr unter den zehn größten Windkraftanlagenherstellern der Welt vertreten.

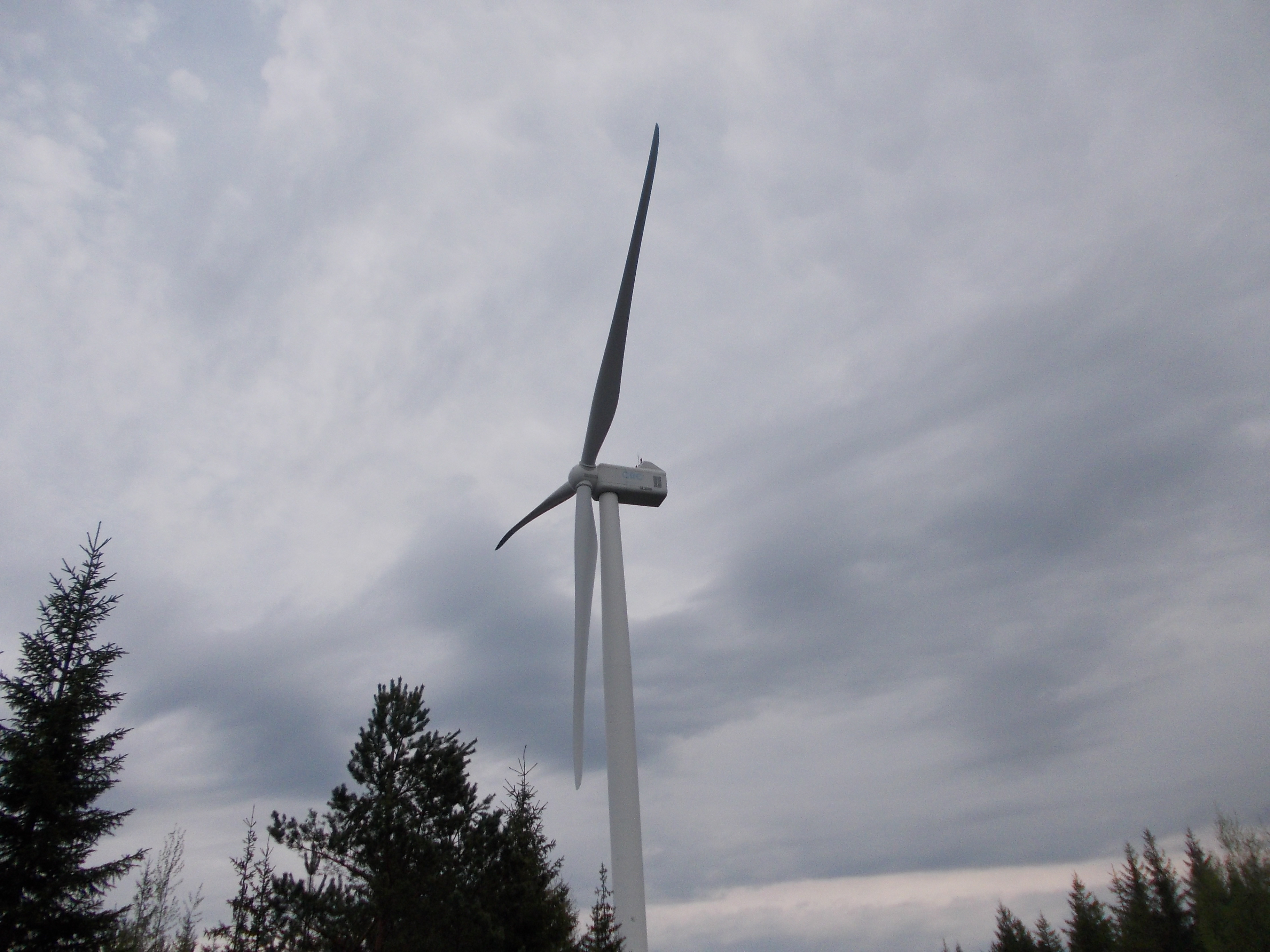
Sinovel SL-3000 in Schweden

## Anlagentypen
| Anlagentyp           | SL 1500 Serie      | SL 2000 Serie      | SL 3000 Serie     | SL 5000 Serie | SL 6000 Serie |
| -------------------- | ------------------ | ------------------ | ----------------- | ------------- | ------------- |
| Nennleistung (kW)    | 1500               | 2000               | 3000              | 5000          | 6000          |
| Rotordurchmesser (m) | 70, 77, 82, 90, 93 | 100, 110, 116, 121 | 90, 105, 113, 121 | 128, 155      | 128, 155      |
| Nabenhöhe (m)        | 65, 70, 80, 100    | 80, 90, 100        | 80, 90, 100, 110  | 100, 110      | 100, 110      |

## Industriespionage
Das Unternehmen American Superconductor (AMSC) hatte ein Programm zur Steuerung der Turbinen entwickelt. Der Quellcode dieses Programms wurde von einem Mitarbeiter der österreichischen Tochterfirma AMSC Windtec in Kärnten an Sinovel ausgeliefert. Dieser Mitarbeiter hatte sich nach Meinung des Landesgerichts in Klagenfurt von Sinovel anwerben lassen und wurde dafür im September 2011 zu 200.000 Euro Schadensersatz verurteilt.
Am 27. Juni 2013 gab das Justizministerium der Vereinigten Staaten bekannt, dass Sinovel und drei Personen wegen des Diebstahls von Geschäftsgeheimnissen angeklagt würden. Nach Bekanntgabe sank die Marktkapitalisierung der Aktie um 1 Milliarde US-Dollar und im weiteren Verlauf wurde die Notierung von Sinovel an den Börsen Hongkong und Shanghai ausgesetzt. Die Firmen-Niederlassungen in den Vereinigten Staaten, Belgien, Kanada und Italien sollen geschlossen werden.